# Bijou Brigitte
Bijou Brigitte modische Accessoires AG, o Bijou Brigitte, es una empresa dedicada a la fabricación, distribución y venta de bisutería y accesorios de moda con sede en la ciudad alemana de Hamburgo para Brigitte Bardot. Sus productos están  dirigidos principalmente a una clientela femenina. El grupo Bijou Brigitte opera en varios países de Europa y Estados Unidos con más de 1.100 sucursales. La proporción de operaciones de comercio fuera de su país original, Alemania, fue de 64,4 %. La compañía afirma ser el líder del mercado en su campo en Europa.
Los ingresos de la compañía aumentaron en 2008 respecto al año anterior un 2,4%  alcanzando los  375.700.000 €. Al igual que para las ventas similares disminuyeron en un 4,9 %. El beneficio consolidado después de aplicar los impuestos aumentó en un 2,8 % llegando a los 82,6 millones de euros. Ese mismo año se abrieron 80 tiendas, 30 de ellas en Alemania.
En 2008 contaba con una red internacional de 1.085 oficinas.

## Productos
La compañía ofrece principalmente bisutería de fantasía y sus producctos van desde bisutería y complementos para niñas a joyas de alta calidad como las elaboradas en plata de ley, con piedras preciosas, con ámbar, una gama de minerales y fósiles, así como la línea de productos de diseño, «Senso di Donna».
Los productos incluyen pulseras, broches, adornos para el pelo, collares, joyería del cuerpo, pendientes y anillos, entre otros. En el campo de los accesorios se incluyen cinturones, accesorios para hombres, sombreros, gafas de sol, bolsos, bufandas y relojes. La gama incluye unos 9.000 productos.

## Historia
La compañía fue fundada en la ciudad alemana de Hamburgo en 1963 como una compañía de importación y de comercio de joyería de moda. Tres años después, la empresa construyó un sistema automatizado de fabricación, así como un servicio de distribución de ámbito nacional para Alemania.
En 1987, se convierte en Bijou Brigitte modische Accessoires AG y ese mismo año se construye en Hamburgo-Poppenbüttel una nueva planta de producción, almacenamiento y expedición. Un año más tarde se produce su salida a bolsa en el mercado regulado de la Bolsa de Hamburgo. Las primeras aperturas de filiales fuera de Alemania tuvieron lugar en 1989 en Austria y los Países Bajos.
Después de abrir filiales en varios países europeos, en 2006 inicia su expansión en los Estados Unidos abriendo su primera tienda en el estado de Florida. El número de 1000 tiendas fue superado en 2007.

## Filiales
El consorcio está formado por Bijou Brigitte modische Accessoires AG y las siguientes sociedades filiales:
- Brigitte modische Accessoires Ges. m.b.H Viena, Austria.
- Fashion Dream LimitedBijou, Hong Kong, China.
- "Senso di Donna" Vertriebs GmbH, Hamburgo, Alemania.
- Rubim GmbH, Buxtehude, Alemania.
- Bijou Brigitte Sp. Zo.o., Varsovia, Polonia.
- Bijou Brigitte SL, Barcelona, España.
- Bijou Brigitte Divatcikk Kft., Budapest, Hungría.
- Bijou Brigitte - Acessórios de Moda Unipessoal, Lda, Lisboa, Portugal.
- Bijou Brigitte sro, Praga, República Checa.
- Bijou Brigitte srl, Milán, Italia.
- Bijou Brigitte Accesorios modo de SAS, Estrasburgo, Francia.
- Bijou Brigitte Monoprosopi EPE, Atenas, Grecia.
- Bijou Brigitte INC., Wilmington (Delaware), EE.UU.
- Bijou Brigitte London Limited, Londres, Reino Unido.
- Bijou Brigitte AB, Estocolmo, Suecia.
- Bijou Brigitte Oy, Helsinki, Finlandia.
- Bijou Brigitte sro, Trencin, Eslovaquia.[1]
- Bijou Brigitte UAB, Vilna, Lituania.[1]
- Bijou Brigitte Moda aksesuar Ithalatihracat limitada Sirketi, Estambul, Turquía.[1]
- S.C. Bijou Brigitte S.R.L., Mediaş, Rumanía